# 단기 20세기
단기 20세기(The short twentieth century)는 헝가리의 역사가 이반 베렌트(Iván T. Berend)가 창안하였으며, 영국의 역사가 에릭 홉스봄의 저서에 의해 널리 알려진 개념으로, 1914년부터 1991년까지를 말한다.
단기 20세기는 1차 세계대전으로 시작하여 소련의 몰락으로 끝는 시기를 지칭한다. 1차대전은 장기 19세기를 지배한 자유주의, 유럽 중심적인 세계관을 파괴하였으며, 소련의 몰락은 냉전의 종식을 보여주고 있다.
홉스봄의 시대 시리즈의 마지막 권이라 할 수 있는 극단의 시대(The Age of Extremes)는 이 시대를 다루고 있다.

## 같이 보기
- 장기 19세기